# Sahl (Viborg Kommune)
 For alternative betydninger, se Sahl. (Se også artikler, som begynder med Sahl)
Sahl er en landsby i Midtjylland med 322 indbyggere  (2024). Sahl er beliggende fem kilometer syd for Bjerringbro. Byen ligger i Region Midtjylland og hører til Viborg Kommune.
Sahl er beliggende i Sahl Sogn og Sahl Kirke ligger i byen.